# Jupp
Jupp ist die rheinische Kurzform des männlichen Vornamens Josef sowie ein englischer Nachname.

## Namensträger

### Familienname
- Karen Jupp (* 1966), australische Badmintonspielerin
- Mickey Jupp (* 1944), britischer Musiker
- Miles Jupp (* 1979), englischer Schauspieler und Komiker

### Vorname
- Jupp Angenfort (1924–2010), deutscher Politiker
- Jupp Arents (1912–1984), deutscher Radrennfahrer
- Jupp Becker (1909–1997), deutscher Sportlehrer
- Jupp Besselmann (1909–1983), deutscher Boxer
- Jupp Darchinger (1925–2013), deutscher Fotograf
- Jupp Derwall (1927–2007), deutscher Fußballspieler und -trainer
- Jupp Elze (1939–1968), deutscher Boxer
- Jupp Ernst (1905–1987), deutscher Grafiker und Industriedesigner
- Jupp Fileborn (um 1917–1963), deutscher Tischtennisspieler
- Jupp Flohr (1904–1958), deutscher Karnevalist und Mundartdichter
- Jupp Gauchel (1916–1963), deutscher Fußballspieler
- Jupp Gesing (1922–1998), deutscher Glasmaler und Glaskünstler
- Jupp Hammerschmidt (* 1947), deutscher Kabarettist, siehe Jupp Hammerschmidt & Hubert vom Venn
- Jupp Henkes (* 1949), deutscher Fußballspieler
- Jupp Heynckes (* 1945), deutscher Fußballspieler und -trainer
- Jupp Hussels (1901–1986), deutscher Schauspieler, Rundfunksprecher und Unterhalter
- Jupp Jost (1920–1993), deutscher Maler, Grafiker, Bildhauer und Innenraumgestalter
- Jupp Kapellmann (* 1949), deutscher Fußballspieler
- Jupp Koitka (* 1952), deutscher Fußballtorwart
- Jupp Kristen (* 1960), deutscher Radsportler
- Jupp Lammers (1922–2012), deutscher Fußballspieler und -trainer
- Jupp Linssen (* 1957), deutscher Künstler
- Jupp Lückeroth (1919–1993), deutscher Maler
- Jupp Martinelli (* 1936), deutscher Fußballspieler
- Jupp Marx (1934–2008), deutscher Fußballspieler
- Jupp Merkens (1903–1981), deutscher Radsportler und Schrittmacher
- Jupp Neuville (1937–1990), deutscher Fußballspieler und -trainer
- Jupp Posipal (1927–1997), deutscher Fußballspieler
- Jupp Rapp (* 1944), deutscher Forstmann und Naturschützer
- Jupp Röhrig (1925–2014), deutscher Fußballspieler
- Jupp Rübsam (1896–1976), deutscher Bildhauer
- Jupp Schlaf (1919–1989), deutscher Tischtennisspieler und -funktionär
- Jupp Schleifstein (1915–1992), deutscher Philosoph
- Jupp Schlösser (1902–1983), deutscher Sänger und Liedtexter
- Jupp Schmitz (1901–1991), deutscher Unterhaltungskünstler
- Jupp Tenhagen (* 1952), deutscher Fußballspieler
- Jupp Weiss (1893–1976), deutscher Zeitzeuge des Holocaust, siehe Josef Weiß
- Jupp Wiertz (1888–1939), deutscher Gebrauchsgrafiker

## Musik
- Jupp, ein Lied der Kölner Rockband BAP aus dem 1981 erschienenen Album Für usszeschnigge!